# Place Artemisia-Gentileschi
La place Artemisia Gentileschi est une voie parisienne située dans le 13e arrondissement de Paris, en France.

## Situation et accès
La place est située dans le quartier de la Salpêtrière à l'angle des rues Véronèse, Primatice et Rubens.

## Origine du nom
La place rend hommage à Artemisia Gentileschi (1593-1653), peintre italienne.

## Historique
Par délibération du 4 juillet 2025, la voie prend la dénomination de « Place Artemisia Gentileschi ».